# Абертиллери
Абертилле́ри (англ. Abertillery, валл. Abertyleri, английское произношение [æbərtɨˈlɛəri]) — крупнейший город в долине Эббу-Фах в графстве Блайнай-Гвент, церемониальное графство Гвент, Южный Уэльс, Великобритания. В прошлом часть исторического графства Монмутшир. Название происходит от валлийского Abertyleri, что переводится как «устье реки Тиле́ри».
Через город проходит дорога А467, идущая от М4 в 22 километрах к югу от города до А465 «Heads of the Valleys Road» в 8 километрах севернее. От города до Кардиффа примерно 40 километров, а до Бристоля примерно 75 километров.
У Абертиллери есть город-побратим — коммуна Руайя во Франции.

## Транспорт
В рамках восстановления Эббу-Вейлской железной дороги планируется восстановить движение поездов и по ветке до Абертиллери с восстановлением железнодорожной станции Абертиллери. Сейчас до ближайшей железнодорожной станции Лланхиллет существует регулярное автобусное сообщение.